# Бакмастер, Мартин, 3-й виконт Бакмастер
Мартин Стэнли Бакмастер, 3-й виконт Бакмастер (англ. Martin Stanley Buckmaster, 3rd Viscount Buckmaster; 11 апреля 1921 — 8 июня 2007) — британский пэр и дипломат.

## Происхождение и образование
Родился 11 апреля 1921 года в Лондоне. Старший сын Оуэна Стэнли Бакмастера, 2-го виконта Бакмастера (1890—1974), и его первой жены Джоан Симпсон. Внук Стэнли Бакмастера, 1-го виконта Бакмастера, адвоката и члена Палаты общин, который занимал должности генерального солиситора Англии и Уэльса в 1913—1915 годах и лорда-канцлера в 1915—1916 годах. Мартин Бакмастер получил образование в школе Стоу в Бакингеме.

## Биография
После окончания школы Мартин Бакмастер поступил на службу в Королевский Сассекский полк. Участвовал во Второй мировой войне, в августе 1940 года он служил на Ближнем Востоке и получил почетное звание капитана. В июне 1953 года отказался от своего звания.
Мартин Бакмастер был демобилизован в 1946 году и поступил на работу в Министерство иностранных дел, используя свой опыт работы на Ближнем Востоке с пользой. Он был политическим офицером в Абу-Даби с 1955 по 1958 год, а затем первым секретарем в посольстве Великобритании в Ливии до 1963 года. После службы в Бахрейне он переехал в Кампалу, чтобы стать первым секретарем в Уганде с 1969 по 1971 год. Позже он служил в Бейруте и Йемене, выйдя в отставку в 1981 году.
В 1979 году он был назначен офицером Ордена Британской империи.
25 сентября 1974 года после смерти своего отца Мартин Оуэн Бакмастер унаследовал титулы 3-го виконта Бакмастера и 3-го барона Бакмастера, став членом Палаты лордов Великобритании. Он занял место на скамьях независимых депутатов в Палате лордов, выступая в основном по вопросам, касающимся Ближнего Востока. Он был вице-председателем Совета по развитию арабо-британского взаимопонимания.
Будучи преданным христианином, он также выступал по вопросам общественной морали. Он был членом Консервативной семейной кампании и покровителем Христианского совета по вещанию.
Лорд Бакмастер скончался 8 июня 2007 года в возрасте 86 лет, неженатым. Его преемником на посту виконта стал его племянник Эдриан Бакмастер (род. 1949), старший сын его младшего брата, достопочтенного Колина Джона Бакмастера (1923—2003).